# Chrysolina wangi
Chrysolina wangi é uma espécie de artrópode pertencente à família Chrysomelidae.